# Jaime Terceiro Lomba
Jaime Terceiro Lomba (Pontevedra, 30 d'abril de 1946) és un economista gallec, catedràtic d'universitat, expresident de Caja Madrid, exdirector general del Banc Hipotecari d'Espanya i Acadèmic de la Reial Acadèmia de Ciències Morals i Polítiques.

## Biografia
És doctorat en enginyeria aeronàutica amb premi extraordinari i llicenciat en Ciències Econòmiques amb premi extraordinari. En 1974 es va diplomar en enginyeria a la Messerschmitt-Bölkow-Blohm (MBB). El 1978 fou professor agregat i el 1980 catedràtic d'econometria i mètodes estadístics en la Facultat de Ciències Econòmiques i Empresarials de la Universitat Complutense de Madrid. De 1980 a 1981 fou vicerector Primer de la Universitat Complutense.
De 1981 a 1983 fou director general d'Expansió i Director General de Planificació i Inversions del Banc Hipotecari d'Espanya. De 1988 a 1996 fou president executiu de Caja Madrid i n'impulsà la seva expansió estatal. En 1995 fou nomenat acadèmic de nombre de la Reial Acadèmia de Ciències Morals i Polítiques. Va sortir de la direcció de Caja Madrid per pressions polítiques del Partit Popular i el seu lloc fou ocupat per Mercedes de la Merced Monge.
Ha rebut el premi Rei Joan Carles I d'Economia en 2012 per la seva labor precursora a detectar els problemes de les caixes d'estalvi. En 2015 va entrar a formar part del consell d'administració d'AENA.

## Obres
- Economía del cambio climático.[9] ISBN 9788430607563 EAN:9788430607563.[10]